# Uranotaenia yunnanensis
Uranotaenia yunnanensis är en tvåvingeart som beskrevs av Dong, Dong och Wu 2004. Uranotaenia yunnanensis ingår i släktet Uranotaenia och familjen stickmyggor. Inga underarter finns listade i Catalogue of Life.